# Xavier (filme)
Xavier é um filme português realizado em 1992 por Manuel Mozos.
A estreia em Portugal foi a 17 de Outubro de 2003.

## Elenco
- Alexandra Lencastre
- Isabel de Castro
- Isabel Ruth
- Rogério Samora
- José Pedro Gomes
- Cristina Carvalhal
- Aldina Duarte